# Island (canción)
«Island» —en español: «Isla»— es una canción de la cantautora estadounidense Miley Cyrus, la cual forma parte de su octavo álbum de estudio Endless Summer Vacation, lanzado el 10 de marzo de 2023 por Columbia Records.

## Composición
«Island» es una canción pop y de música tropical que posee elementos del reggae. Nick Levine de NME dijo que la canción está "salpicada de reggae" y que se siente algo completamente nuevo para Cyrus. Neil McCormick de The Daily Telegraph describió a la canción como un "ritmo tropical solitario". Nicholas Hautman de Page Six calificó a la canción como un "número de tropical irresistible y pegadizo".
Fue escrita por Miley Cyrus, Jennifer Decilveo, Caitlyn Smith, Michael Pollack, Dani Miller y por su productor BJ Burton. Tiene una duración de tres minutos con cincuenta y nueve segundos.

## Recepción

### Recepción de la crítica
Neil McCormick de The Daily Telegraph describió a la canción como un "ritmo tropical solitario". Helen Brown para The Independent dijo que la línea «I'm on an island dirty dancing in the sun» —que en español se traduce como «Estoy en una isla bailando provocativamente bajo el sol»— captura perfectamente el estado de ánimo de un "sensual pero solitario octavo álbum de estudio, servido con un chisporroteo inesperadamente lento y controlado". Ella profundizó:

«Fiel a sus raíces country, Cyrus siempre ha sabido contar una buena historia en una canción. "Puedes decir que soy una fumadora de marihuana que hace twerking y que habla mal", dijo recientemente en una entrevista, "pero no soy una mentirosa". En este disco, crees cada palabra de ella mientras sumerge a los oyentes en las historias de una mujer que vuelve a aprender la vida de soltera. Puedes imaginarte a su terapeuta chocando sus manos con ella por "sentarse con" sus sentimientos. Hay una fría sensación de control en la forma en que hace esto. Cyrus ya no es una bola de demolición, suena como una mujer haciendo levantamiento de pesas emocionales. Puedes escucharlo en "Island", donde equilibra el placer de estar sola ("no one needs nothin' from me and it’s kinda nice" —en español: "nadie necesita nada de mí y es bastante agradable"—) con su soledad ("'cause boy, I’ve been missing you" —en español: "porque, muchacho, te he estado extrañando"). Contra un ritmo ligeramente tropical, el coro pregunta: "Am I stranded on an island/ Or have I landed in paradise?" —en español: "¿Estoy varada en una isla/o he aterrizado en el paraíso?"—»

David Cobbald de The Line of Best Lift calificó a «Island» como una de las mejores canciones de Endless Summer Vacation diciendo que "hace honor al título del álbum al llevarte al extranjero con su sensación tropical". Nicholas Hautman de Page Six declaró que la canción tiene que ver con la perspectiva que sigue luego de una ruptura, con "una Cyrus recién soltera sumergiendo los dedos de los pies en la arena y reflexionando: '¿Estoy varada en una isla o he aterrizado en el paraíso?'". Brittany Spanos de Rolling Stone dijo que canciones como «Island» se centran específicamente en "las complejidades de ser tu propio sistema de apoyo: la tristeza que a menudo te impulsa a ese descubrimiento, así como la libertad y el alivio que le siguen", y que a diferencia de sus canciones pasadas sobre el amor y la intimidad, Cyrus "evita en gran medida el autodesprecio y la dependencia de sus canciones pasadas sobre los mismos temas. En lugar de presentarse como una señal de alerta como lo hizo en la mayor parte de Plastic Hearts, deja claro con gentileza que los fuertes sobrevivirán".

### Recepción comercial
En abril de 2023 la canción se hizo viral en Ucrania y algunos otros países de Europa del Este en la aplicación TikTok. Gracias a esto, «Island» logró alcanzar el puesto número uno en iTunes, Apple Music, Shazam, YouTube y tendencias de TikTok en Ucrania. También el 25 de abril de 2023 la canción logró un peak en el puesto número 9 en Spotify de ese país, siendo la segunda canción de Endless Summer Vacation en lograr esto, detrás de «Flowers».
Debido a su desempeño en las plataformas digitales, la canción debutó en la lista TopHit de Ucrania. Para septiembre de 2023, la canción logró un peak en el puesto número 3 en la lista radial del país y de número 21 en la lista que combina todas las plataformas, siendo de esta manera la segunda canción de la carrera de Cyrus con mejores peaks en la lista, siendo superada solo por «Flowers» que logró el número uno en ambas. La canción también alcanzó el puesto número 170 en la lista radial de TopHit para la Comunidad de Estados Independientes.

## Posicionamiento en listas

### Semanales
| País (Lista 2023)        | Mejor posición | Ref    |
| ------------------------ | -------------- | ------ |
| CEI (TopHit)             | 170            | [ 12 ] |
| Ucrania (TopHit)         | 21             | [ 11 ] |
| Ucrania Airplay (TopHit) | 3              | [ 10 ] |

### Mensuales
| País (Lista 2023)        | Mejor Posición | Ref    |
| ------------------------ | -------------- | ------ |
| Ucrania (TopHit)         | 26             | [ 13 ] |
| Ucrania Airplay (TopHit) | 8              | [ 14 ] |

### Anuales
| País (Lista 2023)        | Mejor Posición | Ref    |
| ------------------------ | -------------- | ------ |
| Ucrania (TopHit)         | 98             | [ 15 ] |
| Ucrania Airplay (TopHit) | 123            | [ 16 ] |